# Маятник Дубошинського

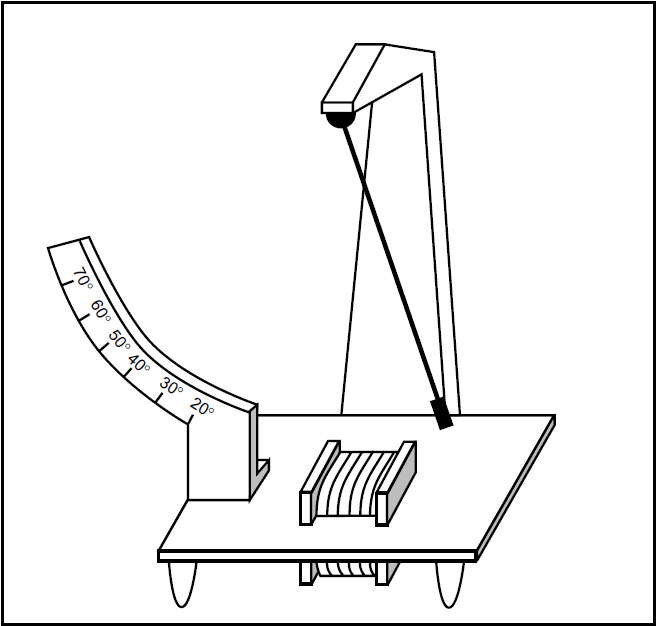
маятник Дубошінского

Маятник Дубошинського — механічний маятник, що здійснює незгасаючі квазі- власні коливання за рахунок взаємодії з високочастотним змінним магнітним полем. Цей ефект був відкритий братами Данилом і Яковом Дубошинськими в 1968—1969 роках.
Маятник Дубошинського складається з двох взаємодіючих частин:
- механічного маятника з власною низькою частотою, з невеликим постійним магнітом, прикріпленим до його нижнього кінця;
- нерухомого електромагніта, що знаходиться під точкою рівноваги траєкторії маятника і живленням змінним струмом з частотою від десятків до тисячі герц.[1][2][3][4][8][9][10][11][12][13][14]

Постійний магніт на кінці маятника взаємодіє з магнітним полем соленоїда тільки на обмеженій частині траєкторії маятника — над соленоїдом. Ця просторова неоднорідність взаємодії дозволяє маятнику регулювати свій обмін енергією з магнітним полем. Згасаючий рух маятника, спочатку відпущеного з будь-якого положення, може перейти в стійке, близьке до періодичного. При такому русі маятник за один або за кілька періодів коливань отримує від взаємодії з електромагнітом порцію енергії, в точності компенсує втрати на тертя за цей же час. Стійкість коливань підтримується самоналаштуванням фазового співвідношення між маятником і високочастотним полем.
Амплітуда встановлених коливань приймає одне незмінне значення з дискретної множини значень, можливих для даної частоти живлення електромагніту. Квантовані амплітуди практично не залежать від сили змінного струму, який живить електромагніт. У той же час амплітуди вельми чутливі до змін частоти цього струму. Чим більша частота, тим більша кількість квантованих амплітуд, які здатен реалізувати маятник.